# 홍원표 (1983년)
홍원표(洪沅杓, 1983년 9월 24일~)은 대한민국의 제8대 충청남도 예산군의원이다.

## 학력
- 예산전자공업고등학교 졸업
- 공주대학교 생물산업기계공학 전공 졸업

## 경력
- 육군 병장 만기전역(병역명문가 가문)
- 예산군 학교운영위원장협의 회장
- 예산경찰서 보안자문협의회 회원
- 신암우체국장
- 신암초등학교 24기 운영위원장
- 신암면 개발위원회 회원
- 신암면 행정협의회 회원
- 신암면 체육회 부회장
- 신암면 의용소방대 대원
- 예산교육청 교원능력개발평가관리위원회 위원
- 고덕로타리클럽 회원
- 예산청년회의소 회원
- 예산군 사회복지협의회 회원
- 예산군 사랑의열매 나눔봉사단 단원
- 예산군 교육경비보조금 심의위원회 위원
- 국민의힘 충남도당 청년위원회 수석부위원장
- 2021.04~2022.06 제8대 충청남도 예산군의회 의원
  - 2021.04~2022.06 제8대 충청남도 예산군의회 후반기 산업건설위원회 위원
- 2022.07~ 제9대 충청남도 예산군의회 의원
  - 2022.07~ 제9대 충청남도 예산군의회 전반기 부의장
  - 2022.07~ 제9대 충청남도 예산군의회 전반기 의회운영위원회 위원
  - 2022.07~ 제9대 충청남도 예산군의회 전반기 행정복지위원회 위원

## 수상
- 한국효도회 효행상

## 역대 선거 결과
|  | 41.41% |

|  | 30.34% |